# Гессен Олександр Ернестович
Гессен Олександр Ернестович (17 березня, 1917, Петроград - 2000, Санкт-Петербург) — російський радянський науковець, архітектор-реставратор, що працював у місті Санкт-Петербург до смерті.

## Біографія, ранні роки, освіта
Походив з єврейської родини. 1934 року став студентом Ленінградського інституту живопису, скульптури і архітектури (колишня Санкт-Петербурзька академія мистецтв), котру закінчив 1940 року, захистивши диплом за темою (російською) «Всероссийская Академия Художеств».

## Зрілі роки
Ветеран війни 1941-1945 рр. Мав декілька поранень, евакуйований до міста Тбілісі, де лікувався та працював певний період.  1945 року повернувся до тодішнього Ленінграда, де виконував обміри історично вартісних споруд міста, займався їх консервацією. Працював у Спецалізованих науково-реставраційних майстернях Головного архітектурно-планувального управління.
З 1946 року принятий до лав Союзу архітекторів СРСР.
У повоєнний період перейшов до вивчення історії створення низки відомих історичних споруд міста, що створювали індивідуальний образ міста та його архітектурну історію. Серед вивчених та реставрованих споруд — колишній Казанський собор на Невському проспекті (реставрація фасадів), дерев'яний будиночок на Петровській набережній (так звана перша споруда нового міста), Літній палац Петра I (Літній сад (Санкт-Петербург), Мармуровий палац (арх. Антоніо Рінальді), палацик Марлі та палацик Монплезір у Петергофі тощо.
Серед сенсаційних археологічних знахідок майстра — залишки барокових фонтанів початку 18 ст. у Літньому саду Санкт-Петербурга, котрі були відомі лише з архівних документів та старих гравюр. Реставрація фонтанів була відкладена у майбутнє, а самі залишки були законсервовані.

## Тривала ревіталізація та реставрація Мешиковського палацу
З 1956 року почав опікуватись долею першого парадного палацу міста, котрим був Меншиковський палац на Василівському острові. В часи СРСР палац був переданий різним радянським закладам і використовувався не за призначенням, був декілька разів перебудований, полишений реставрації, був знищений та забудований сад бароко початку 18 ст., один з перших у місті.
Гессен залучив до справи досліджень сплюндрованого на той час палацу Шешукову С.І. та Іванова В.І., що дозволило наново обстежити споруду початку 18 ст., ділянки мурів, приміщень та декору доби бароко і класицизму. За його ініціативи були проведені перші археологічні розкопки на припалацових земельних ділянках.
Кількість випадково збережених оригінальних речей початку 18 ст. та археологічних знахідок була настільки значною, що народилась ідея відселити радянські заклади у інші приміщення, а вивільнені приміщення (тільки історичного палацу) реставрувати.
Поки ідея реставрації палацу не була прийнята офіційними установами, продовжились дослідження та розкопки, перегляд оригінальних експонатів у сховищах Ермітажу, куди потрапила частина речей з палацу і саду, меблів і мармурових скульптур зі збірок колишнього палацу. Був розроблений науково обґрунтований проект відновлення та реставрації палацу, а сам проект та добірка архівних досліджень оприлюднені в періодичних та наукових виданнях.
Інерцію в справах подолали лише 1967 року, коли вивільнений від радянських закладів історичний плац передали на баланс музею Ермітаж. Дослідження та реставраційно-відновлювальні роботи триватимуть ще 15 років. Державна комісія прийняла першу чергу реставрованих залів палацу лише у лютому 1981 року до чергової партійної дати, як то водилося у СРСР.
Реставрація палацу не ставила на меті створення меморіального музею російського князя і державного діяча Олександра Меншикова, як не має меморіального значення Букінгемський палац у Лондоні. Він пов'язаний з ідеєю повернення у науковий обіг історичної споруди та його збережених і реставрованих автентичних інтер'єрів початку 18 ст. Ермітаж перетворив історичний палац на власну філію з показом західноєвропейського мистецтва зламу 17-18 ст. В межах комплексного плану реставрації палацу повернули первісний вигляд фасадів, прибрали всі пізні прибудови до нього, зміцнені мури, всі склепіння, створений новий дах з переломом, наново створені електрика, сантехніка, вентиляція для повноцінного функціонування музею.  Часткого відтворений невеликий садок бароко біля фасадів споруди.
Гессен Олександр Ернестович таким чином став одним із засновників Ленінградської школи реставраторів.

## Смерть
Помер у Санкт-Петербурзі 2000 року. Поховання відбулося на Єврейському кладовищі.
Приватний архів та проектні розробки архітектора-рестарвтора передані на збереження у ЦГАНТД СПб.

## Галерея реставрованих споруд

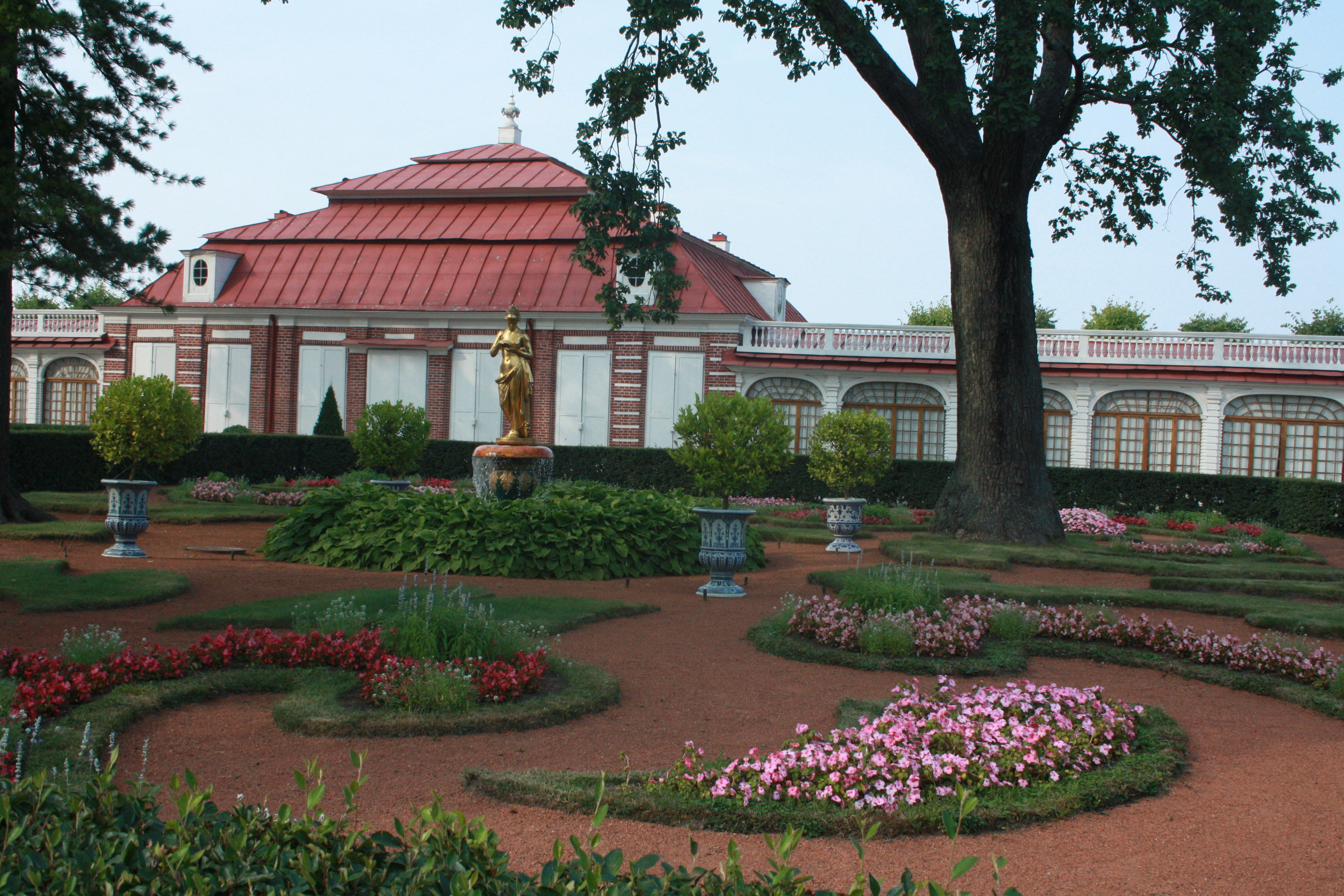
Петергоф, палацик Монплезір, фасад у садок
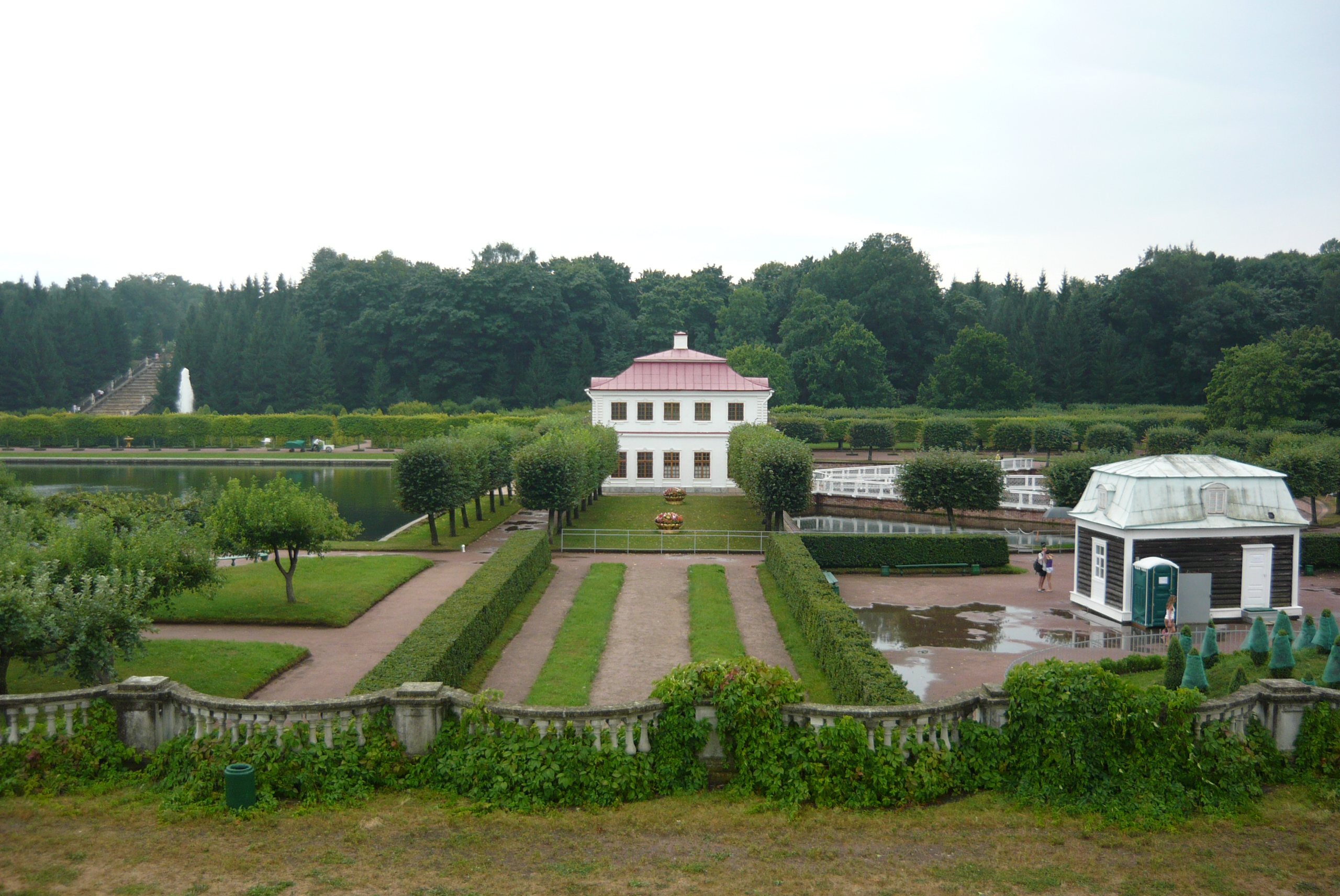
Петергоф. Палацик Марлі і сад після повоєнного відновлення та реставрації
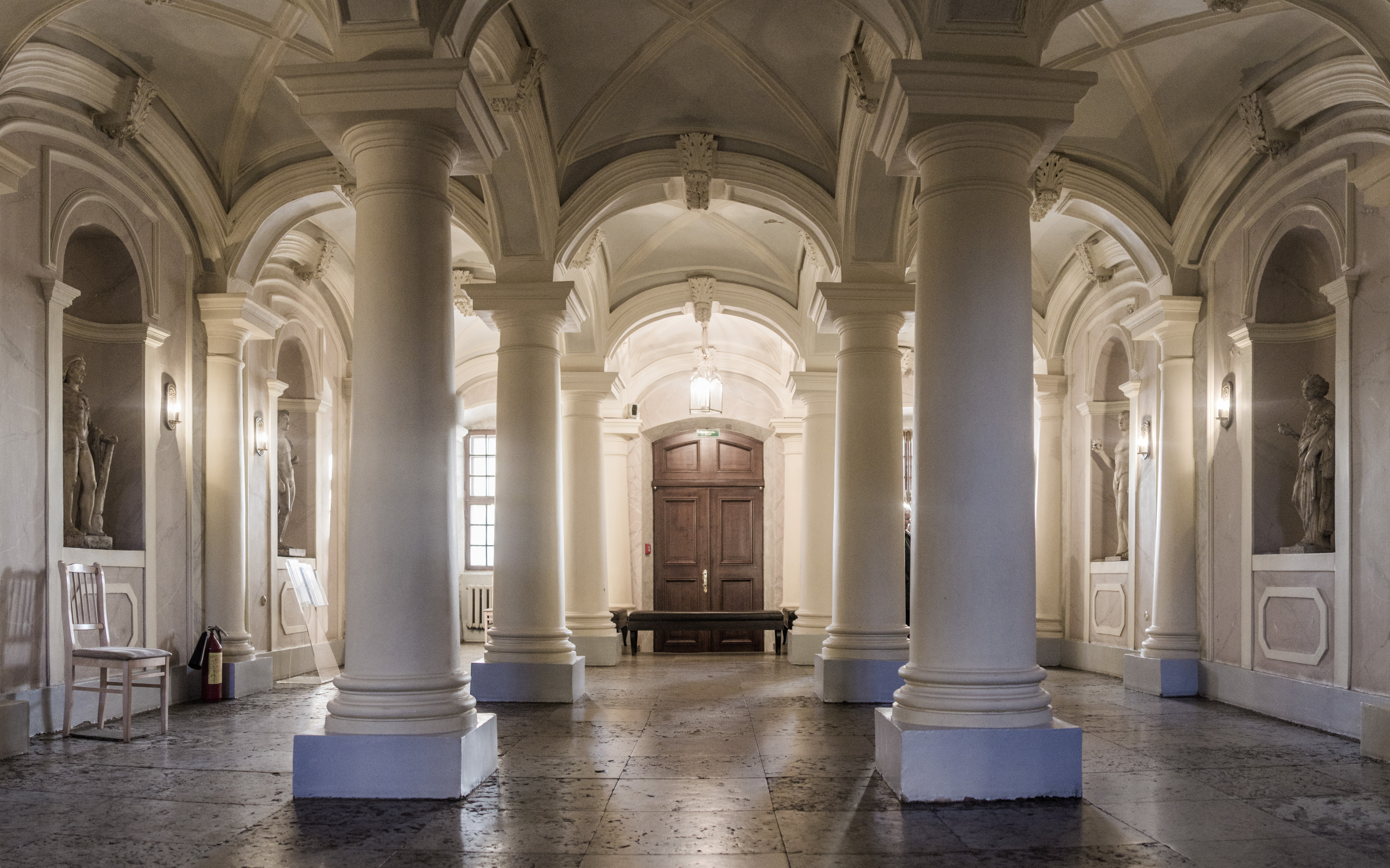
Меншиковський палац. Інтер'єр після відновлення і реставрації у Великих сінях (філія музею Ермітаж).
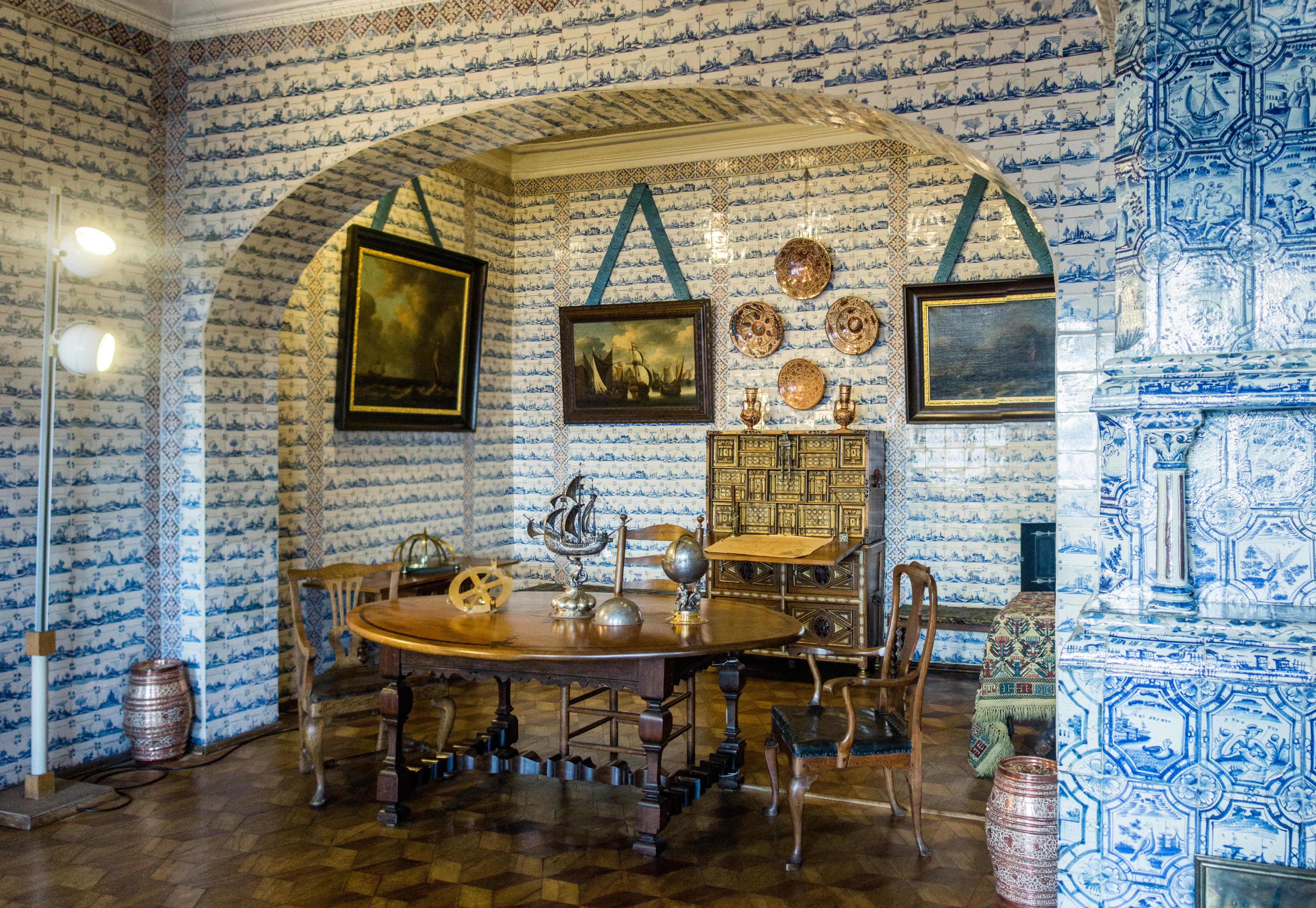
Меншиковський палац. Морський кабінет (філія музею Ермітаж)
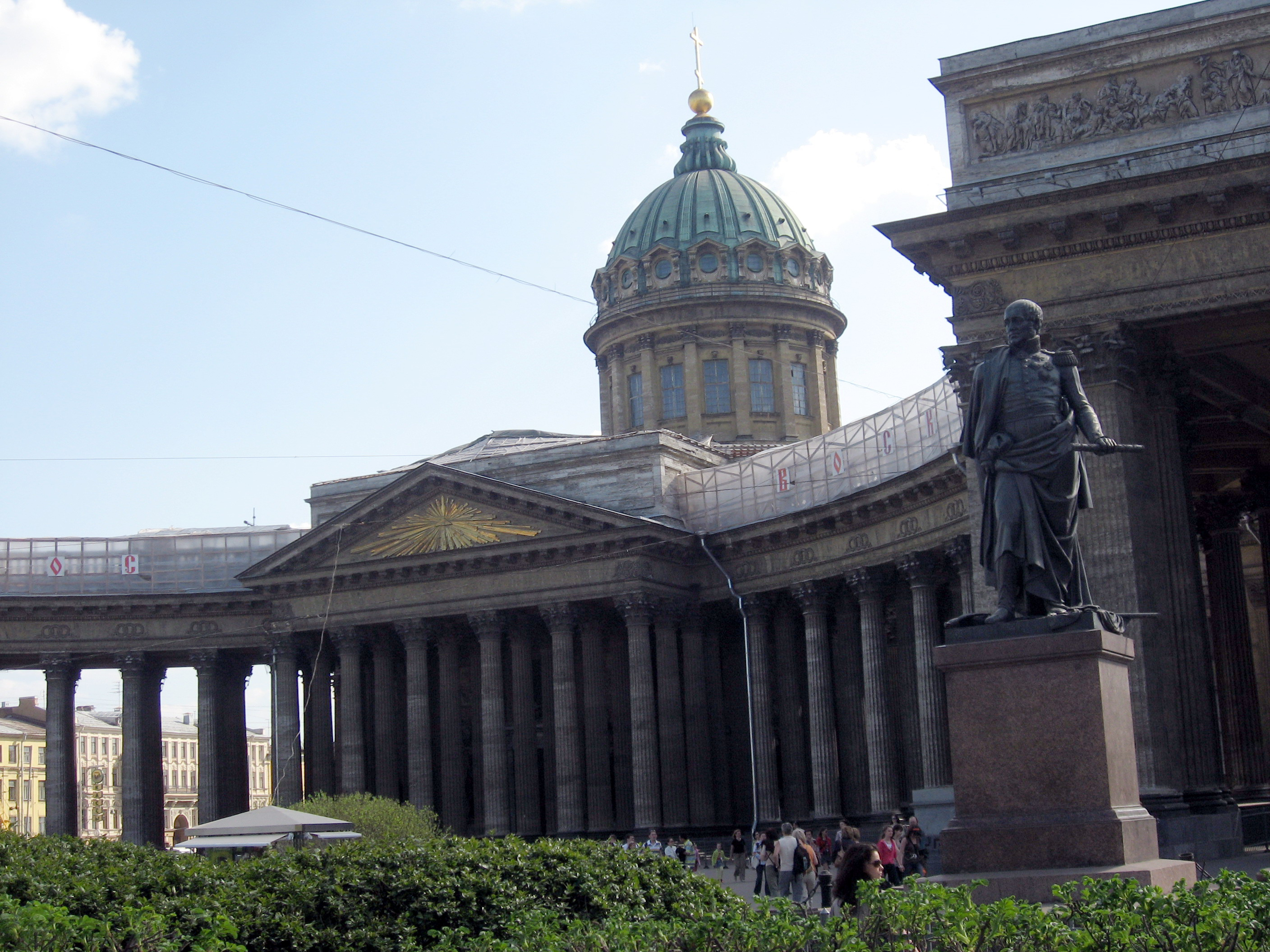
Казанський собор і монумент Михайлу Богдановичу Барклаю-де-Толлі.